# 免疫細胞
免疫細胞广义上泛指所有参与免疫应答或与免疫应答相关的细胞，主要是所有的白细胞及非白细胞的抗原呈递细胞（如内皮细胞）；狭义上特指能识别抗原，产生特异性免疫应答的淋巴细胞。
所有的白细胞均参与免疫应答，它们包括：T淋巴细胞、B淋巴细胞、自然杀伤细胞、单核细胞、巨噬细胞、树突状细胞、粒细胞、肥大细胞，以及它们的前体细胞（例如胸腺细胞）、祖细胞、幹细胞等，是免疫系统的功能单元。根据功能，免疫细胞可分为非特异性免疫细胞、特异性免疫细胞和抗原呈递细胞。非特异性免疫细胞包括巨噬细胞、中性粒细胞、自然杀伤细胞、肥大细胞等；特异性免疫细胞包括T细胞和B细胞；抗原提呈细胞包括树突状细胞、巨噬细胞和B细胞等。